# (271) Pentesilea
Penthesilea és el nom que rep l'asteroide número 271, situat al cinturó d'asteroides.
Fou descobert per l'astrònom Victor Knorre des de l'observatori de Berlín (Alemanya), el 13 d'octubre del 1887.